# Komlov
Komlov(mađ. Komló, nje. Kumlau) je grad u južnoj Mađarskoj. 
Zauzima površinu od 46,55 km četvornih.

## Zemljopisni položaj
Nalazi se podno središnjih sjevernih obronaka gore Mečeka (mađ. Mecsek), na 46°12' sjeverne zemljopisne širine i 18°16' istočne zemljopisne dužine, na 270 m nadmorske visine. S druge strane Mečeka se nalazi Pečuh.

## Upravna organizacija
Upravno je središte komlovske mikroregije u Baranjskoj županiji. Poštanski broj je 7300.

## Povijest
Ovo nekadašnje selo je postalo planskim rudarskim gradom za vrijeme socijalizma.
Komlov je bio drugo po veličini rudarsko središte u Mađarskoj poslije Tatabánye. Nakon što su brojni rudnici ugljena zatvoreni 1990-ih godina 20. stoljeća, Komlov se suočio s velikom recesijom, jer je tim zatvaranjima bila ugašena glavna komlovska gospodarska grana o kojoj su ovisile sve ostale gospodarske djelatnosti u tom gradu. Posljedica toga je da Komlov i u današnjici ima veliki postotak nezaposlenih.
1951. godine je dobilo status grada. 1954. godine su mu upravno pripojena sela Kisbattyán, Mecsekfalu i Mecsekjánosi, a 1958. godine i Manfa, koja je upravnom reorganizacijom 1992. godine ponovno osamostaljena.

## Promet
Iz Komlova vodi prema ostatku Mađarske željeznička prometnica Dumvar – Komlov.

## Stanovništvo
U Komlovu živi 26.465 stanovnika (2005.)
Narodnosni sastav:
- Mađari čine 93,4%, Romi 2,0%, Hrvati 0,2%, Nijemci 1,9%,  Rumunji 0,1%, ostali 6,2%.

Vjerski sastav:
- rimokatolici 46,8%
- grkokatolici 0,4%
- kalvinisti 5,7%
- luterani 1,2%
- pripadaju drugim vjerskim zajednicama i vjernici su 1%
- ne pripadaju crkvenoj zajednici ali su vjernici 34,4%
- nepoznato, bez podataka 10,5%

U Komlovu djeluje nekoliko manjinskih samouprava: grčka, hrvatska, njemačka, romska i ukrajinska. 

### Hrvati u Komlovu
U Komlovu djeluje Hrvatska manjinska samouprava. Utemeljena je 1998. godine, a okuplja oko sebe "građane hrvatskog podrijetla i korijena". 
Zaslugom ove samouprave su Valpovo i Komlov:
- uspostavili odnose bliskog prijateljstva (posebice između vatrogasnih i športskih društava te umirovljeničkih klubova, a planira se i veze među školama)
- planira se i mjesto za nastavu hrvatskog jezika u Komlovu.

Zaslugom ove samouprave je u Komlovu utemeljen je i mješoviti pjevački zbor "Bijela ruža", a i hrvatska folklorna društva sudjeluju u gradskoj manifestaciji Dani grada Komlova.

## Šport
Iz Komlova je nogometni klub Komlói Bányász, koji je dvaput bio sudionikom završnice mađarskog kupa, 1970. i 1973./74. Oba puta je izgubio od Ferencvárosa. Jednom je sudjelovao u Kupu pobjednika kupova, u sezoni 1971./72., kad je ispao u 1. kolu od jugoslavenskog predstavnika, beogradske Crvene zvezde.

## Gradovi prijatelji
- Beiuş
- Eragny-sur-Oise
- Neckartenzlingen
- Torrice
- Valpovo (sporazum o prijateljstvu je potpisan 2003. godine, od 3. rujna 2005. godine djeluje Krug prijateljstva Komlov-Valpovo[2])

## Vanjske poveznice
- (mađ.) Komló (önkormányzatának) hivatalos honlapja
- (mađ.) Komló és környéke  Arhivirana inačica izvorne stranice od 20. rujna 2008. (Wayback Machine)
- (mađ.) Komlói linkek
- (mađ.) Térkép Kalauz – Komló
- (mađ.) Komló a Vendégvárón  Arhivirana inačica izvorne stranice od 27. siječnja 2007. (Wayback Machine)
- (mađ.) Video Komlóról – indulhatunk.hu  Arhivirana inačica izvorne stranice od 19. prosinca 2008. (Wayback Machine)
- (engl.) Komlov na fallingrain.com